# マニラ電力
マニラ電力(マニラでんりょく、英語: Manila Electric Company)は、フィリピン最大の電力販売会社。一般的にはメラルコ(MERALCO)として知られる。マニラ首都圏唯一の電力販売会社であり、首都圏とメガマニラ圏を構成する周辺都市など全体を含む22市と89自治体への電力分配権を所有している。フィリピン総合指数構成銘柄。
略称のメラルコ(Meralco)は1919年までの創業当時の社名であるマニラ電鉄電灯社(Manila Electric Railroad And Light COmpany)の頭字語である。
企業スローガンは、Ang liwanag ng bukas(Tomorrow's light)。

## 歴史

### 創立期
メラルコの設立に先立って、ラ・エレクトリシスタが1891年に設立され、1894年に操業を開始し、マニラに電力を供給した最初の電力会社となった。ラ・エレクトリシスタはマニラのキアポのサン・セバスチャン通り(現イダルゴ通り)に中央発電所を設立した。1895年1月17日、初めて街灯が点灯され、1903年には3000の電灯顧客を持っていた。
1902年10月20日、タフト委員会マニラの路面電車の運営や市内やさらにはその郊外への電力供給を行う入札の受け入れを開始した。唯一の入札者であったデトロイトの起業家チャールズ・M・スウィフトが入札中止で入札を勝ち取り、1903年3月24日にメラルコの元となる基本的な運営権が付与された。
1904年、メラルコはラ・エレクトリシスタ社とカンパニア・デ・ロス・トランビアス・デ・フィリピナス社を買収した。同年に電気軌道の建設が開始された。ラ・エレクトリシスタのサン・セバスチャン通り発電所の取得に加えて、メラルコはIsla Provisoraに独自の蒸気発電所を建設し、これによって路面電車に電力を供給し、送電事業も行った。1906年時点では、メラルコの電力出力能力は800万kWhであった。
メラルコは第2次大戦に至るまでの数十年以内で公共交通事業を増強し、1920年代には170両の路面電車車両群を構築し、第2次大戦後にバス交通に切り替わるまで増強が続けられた。第2次大戦までに84km程の路面電車交通網を運営した。装置と線路は戦争中に深刻な被害を受け撤去されることとなった。

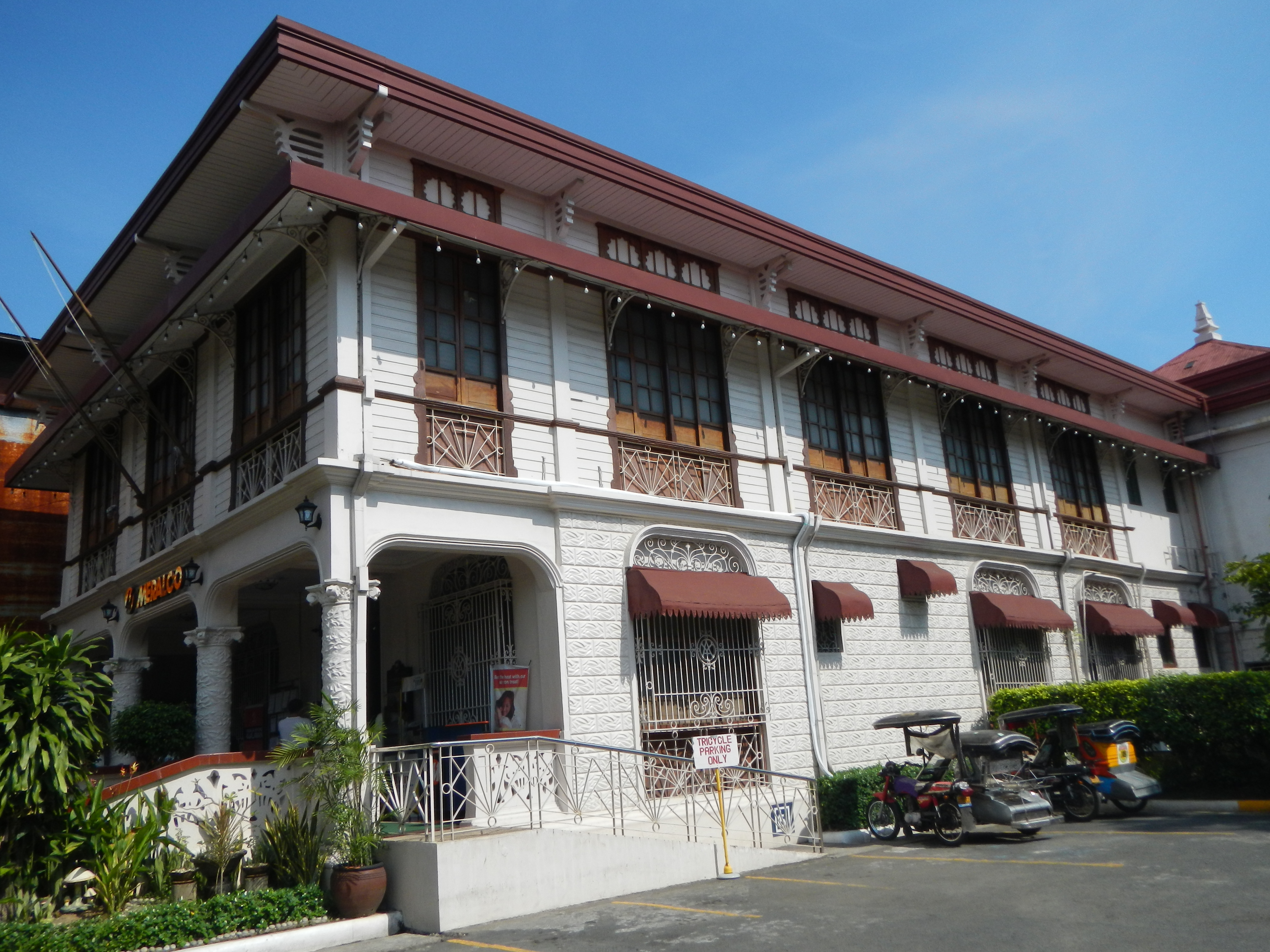
メラルコの事務所 (マロロス市文化遺産)

1915年には、発送電がメラルコの主要収入源となり、収入面では公共交通機関運用益を上回っていた。1919年、公式にマニラ電力(Manila Electric Company)に改名し、1920年には企業の電力容量は4500万kWhに増強された。
1925年、メラルコはアメリカ合衆国やカナダで大規模な展開を始めていた公益持株企業アソシエイテッド・ガス・アンド・エレクトリック(AGECO)に買収された。AGECOの財政支援で、メラルコはフィリピン国内のいくつもの既存電力会社の買収を始め、会社の授権範囲はマニラ市内を超えて拡大した。
1930年にはメラルコはフィリピン初の水力発電所となる23MWのボトカン水力発電所を完工した。当時発電所はアジア最大級の土木計画のひとつであり、フィリピンの単一民間設備投資で最大級の設置であった。追加された電力容量によって首都地域全体の顧客の接続を開始することが可能になった。
より多くの電力需要を生み出すため、メラルコは家電製品を販売するために小売店を開いた。

### 中期
第2次大戦中、日本のフィリピン占領はメラルコの資産と持株を台湾電力へ強制的に移管した。戦後、多くのメラルコの施設は破壊されていた。
メラルコはオートバス運営権をHalili Transportに売却。1962年にはユーヘニオ・ロペス・シニアがメラルコを買収し、完全にフィリピン所属の企業となった。メラルコの買収で、ユーヘニオは占領国のアメリカ人よりもフィリピン人のほうが上手く運営できるという彼の信念を実証した。1962年から72年にかけては、マニラ地域での新しい発電所やリサール州での2箇所計画された発電所の建設でメラルコの発電容量を5倍に増加させた。
1972年、フェルディナンド・マルコス大統領は戒厳令を課し、国内の発送電を強制的に国有化する大統領令第40号を発行した。
ユーヘニオ・シニアの長子であるユーヘニオ・ロペス・ジュニア("Geny")はユーヘニオ・シニアの企業帝国を体制に引き渡させるため政府の捜査官によって強制逮捕され、ユーヘニオ・ジュニアは大統領の暗殺を謀ったとして起訴された。息子を人質に取られ、ユーヘニオ・シニアは数100億ドルの価値がある企業群の所有の放棄を強いられたが、ユーヘニオ・ジュニアは釈放されなかった。
会社の所有権は法令によってロペス家から外され、ペーパーカンパニーのMFIファウンデーションの下におかれ、新たに作られた国営電力の配下で制御された。1978年、メラルコなどが保有していたフィリピンの主要発電所すべてが国営電力の所有、操業下に置かれた。

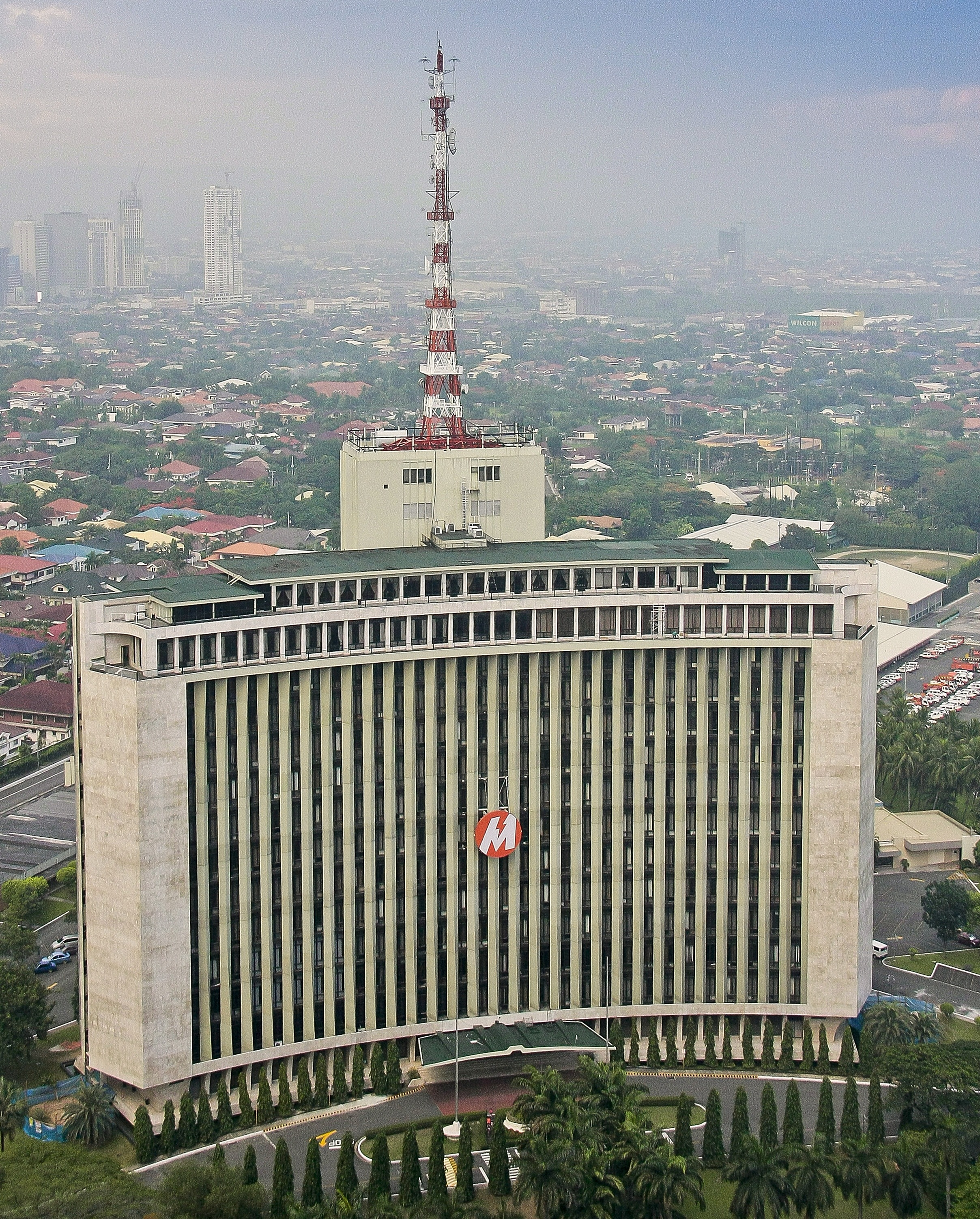
マニラ首都圏、パシッグ、オルティガス通りに面するメラルコビル

マルコス独裁が終了した1986年2月のエドゥサ革命後、メラルコの国家統制も終了した。コラソン・アキノ新大統領は戒厳令下で行われた国営改善のため、支払いなしに会社の所有権をロペス家に戻した。また、メラルコが国営電力と直接競合することを許可する大統領令を布告した

### 近年
メラルコは過大価格の疑いからフィリピン立法府の調査・捜査を受けた。政府は電力代を減らすためにメラルコの事業を引き継ぐ計画を考え、メラルコと国政送電公社(Transco)は高い電力代について互いを非難した。また、メラルコは高い発電費や送電費と発電から送電に至るまでの電力業界に課せられた政府の税を元に反論した。公務員保険機構(GSIS)社長のWinston Garcíaはメラルコの非効率性、「肥大化した官僚的組織」、ロペス家所有の独立系発電事業者からの電源調達を非難し、2001年の電力産業再編法の修正を必要とした。オスカー・ロペスはもしGSISがメラルコの株式を買うのであればすべてを現金で払う必要があると述べ、また、多くの実業家もメラルコを大統領と政府に依存して引き継ぐことは電力費を削ることにはならないと言った。この問題は当時論争となっていたNBN-ZTE不正入札スキャンダルや他の政府問題からの意図的な転換とみられた。メラルコは公益事業に内在するシステム損失に対する一般の理解が欠如していると感じ、以前の持株会社ファースト・フィリピン・ホールディングスにシステム損失を説明する広告を打つように促した。
フィリピン司法省は2008年8月22日の31ページの分析によってメラルコを組織犯罪(詐欺)で提訴し、パシッグ地方裁判所にも提出された。5月29日、改革のための全国電力消費者協会(Nasecore)は「消費者の金から不法収益で8億8900万₱を得ており、これは1995年から支払っている計器、請求金額保証金の消費者からの利益である」としてメラルコを糾弾した。メラルコの会長でCEOのマヌエル・ロペスなど執行役員と取締役会員および元フィリピン首相セサル・ビラタら2006年のメラルコ役員を被告としたが、これらのすべての役員で保釈は要求されなかった。Nasecoreのメラルコへの「不法収益」糾弾に対してメラルコはすぐに反論し、この金額は以前は年率10%だったものを高すぎるとして以前の規定を覆し6%に引き下げた計器保証金金利であり、一般的に公明で妥当と考えられる会計から生じると主張した。メラルコはまた、すでに発表された後でどのように組織犯罪化された『詐欺』事案が発生できたのか質問し、計器保証金を払った顧客へフィリピンのエネルギー規制委員会で定められた支払額より多く元金に加え数ヵ月分を払い戻すことを約束した。
同時期、GSIS-メラルコ贈収賄事件にも関与したとされた。
2008年10月6日、パシッグの地方裁判所の第71支部は追訴は組織犯罪化された『詐欺』のすべての要素の確立に失敗したため、メラルコ取締役会に対して提出された組織犯罪化された詐欺の事案を却下した。裁判長のFranco Falconは判決で株主によって選ばれた取締役会が犯したとされる違法行為の構成要素は法で記載された種類のものではないと指摘した。裁判所は「したがって、告発は組織犯罪化された『詐欺』の委員会への参加を請求できないだけでなく、ましてやそこにはまったく『詐欺』はなかったため、彼らはPD 1689の法律で想定される犯罪組織の一部ではない。」と説明した。
フィリピンの法に拠れば、組織化された『詐欺』の構成要素は、対象の金や財産を犯罪者が受け取っていなければならない。メラルコの顧客の払った請求書および計器保証金の経過利息に代表される金は、直接取締役会に流れておらず、顧客を取り扱うそれぞれのメラルコの事務所が得ているものである。メラルコは棄却以上の感情を表明している。

## 供給範囲
- マニラ首都圏

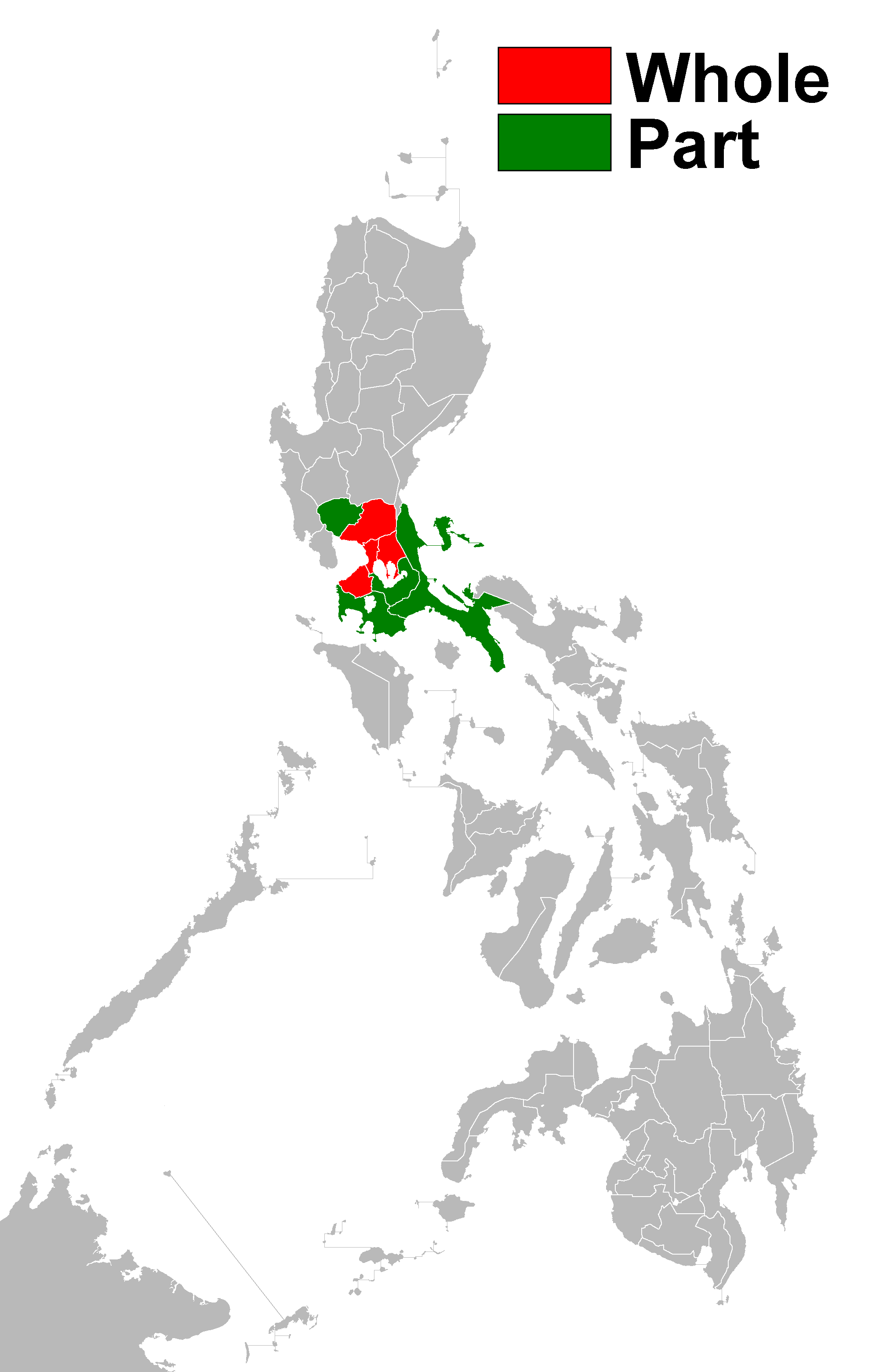
メラルコの業務範囲

- バタンガス州 (バタンガス市、サン・パスクアル（英語版）、サント・トマス（英語版）)
- ブラカン州 (州全域)
- カヴィテ州 (州全域)
- リサール州 (州全域)
- ラグナ州 (ピーラ（英語版）、サンタクルス（英語版）など4級自治体を除く。)
- ケソン州 (ルセナ（英語版）)

## 株主
2013年12月31日時点 
- ビーコン・エレクトリック・アセット・ホールディングス(PLDTとメトロ・パシフィックの共同事業体): 49.96%
- JGサミット・ホールディングス: 27.12%
- ファースト・フィリピン・ホールディングス（英語版）: 3.94%
  - ファースト・フィリピン・ユーティリティース: 0.01%
- 政府 (フィリピン中央預託(PCD)名義会社を通して): 5.03%
  - 公務員保険機構(GSIS): 1.05%
  - Landbank（英語版）: 3.98%
- 公開株式: 13.19%

### 売却と買収
2008年10月、サンミゲルがGSISの保有するメラルコ全体の27%の株式を一株当たり90₱、合計2600億₱で買収した。この株式は2013年にJGサミットに売却されている。

## スポーツチーム
- メラルコ・レッディ・キロワッツ（英語版） (MICAA（英語版）)
- メラルコ・ボルトス（英語版） (PBA)
- ロヨラ・メラルコ・スパークスFC (UFL)
- メラルコ・パワースパイカーズ（英語版） (シェーキーズ Vリーグ（英語版）)

## 註